# TMS Entertainment
TMS Entertainment (株式会社トムス　エンタテインメント Kabushiki-gaisha Tomusu Entateinmento), även känd som Tokyo Movie Shinsha (東京ムービー新社 Tōkyō Mūbī Shinsha) är en japansk animationsstudio grundad i oktober 1946 som textilföretag, men som 1964 även började producera tecknad film. Företaget producerar anime men har också anlitats för internationella produktioner av bland andra DIC Entertainment, Saban Entertainment och Walt Disney Company.

## Produktioner

### TV-serier

#### 1960-talet
- Big X (augusti–oktober 1964)
- Obake no Q-Taro (1965–1967)
- Pāman (1967–1968)
- Kyōjin no Hoshi (original) (mars 1968–1971)
- Kaibutsu-kun (april 1968–1969)
- Umeboshi Denka (1 april–23 september 1969)
- Roppō Yabure-kun (28 april–26 september 1969)
- Moomin (oktober 1969–1970)
- Attack No. 1 (december 1969–1971)

#### 1970-talet
- Chingō Mucha Hyōei (februari–mars 1971)
- Shin Obake no Q-Tarō (1 september 1971–december 1972)
- Tensai Bakabon (original) (25 september 1971–juni.1972)
- Lupin III (original) (oktober 1971–mars 1972)
- Akadō Suzunosuke (april 1972–1973)
- Dokonjō Gaeru (original) (oktober 1972–1974)
- Jungle Kurobe (mars–september 1973)
- Arano no Isamu (april 1973–27 mars 1974)
- Karate Baka Ichidai (3 oktober 1973–25 september 1974)
- Ace o Nerae! (original) (5 oktober 1973–29 mars 1974)
- Samurai Giants (7 oktober 1973–15 september 1974)
- Judo Sanka (april 1974–30 september 1974)
- Hajime Ningen Gyatruz (oktober 1974–1976)
- Ganba no Bōken (april–september 1975)
- Gensō Tensai Bakabon (oktober 1975–1977)
- Hana no Kakarichō (1976–1977)
- Shin Kyōjin no Hoshi (1 oktober 1977–september 1978)
- Ie Naki Ko (baserad på den franska boken Sans Famille) (2 oktober 1977–oktober 1978)
- Shin Lupin III (3 oktober 1977–1980)
- Takarajima (baserad på Skattkammarön) (8 oktober 1978–april 1979)
- Shin Ace o Nerae! (14 oktober 1978–mars 1979)
- Shin Kyōjin no Hoshi 2 (mars–september 1979)
- Versailles no bara (oktober 1979–1980)

#### 1980-talet
- Mū no Hakubai (april–september 1980)
- Tetsujin 28 (1980 års serie; känd som "The New [Adventures of] Gigantor" i USA) (3 oktober 1980–september 1981)
- Ashita no Joe 2 (13 oktober 1980–augusti 1981)
- Ohayo! Spank (mars 1981–maj 1982)
- Shin Dokonjō Gaeru (september 1981–mars 1982)
- (Uchū Densetsu) Ulysses 31 (Fransk-japansk produktion med DiC) (Frankrike: september 1981; USA: 1986; Japan: februari 1988)
- Rokushin Gattai God Mars (2 oktober 1981–december 1982)
- Jarinko Chie (3 oktober 1981–1983)
- Donde Monpe (juni 1982–april 1983)
- Ninjaman Ippei (4 oktober 1982–december 1982)
- Space Cobra (7 oktober 1982–maj 1983)
- Lady Georgie (april 1983–februari 1984)
- Chō Jikū Seiki Orguss (3 juli 1983–april 1984)
- Cat's Eye (1:a serie) (11 juli 1983–mars 1984)
- Lupin III Part 3 (mars 1984–december 1985)
- God Mazinger (april–september 1984)
- Cat's Eye (oktober 1984–juli 1985)
- Sherlock Hund (november 1984–maj 1985)
- Onegai! Samia Don (baserad på Five Children and It av Edith Nesbit) (1985–1986)
- Robotan (januari–september 1986)
- Bug-tte Honey (sic) (1986–1987)
- Soreike! Anpanman (3 oktober 1988–)

#### 1990-talet
- Ochame na Futago: Clare Gakuin Monogatari (baserad på S:t Clare-böckerna av Enid Blyton (januari–november 1991)
- Kinkyū Hashin Saber Kids (skapad av till Lupin III-författaren Monkey Punch) (februari 1991–februari 1992)
- Ozanari Dungeon (september–december 1991)
- Jarinko Chie: Chie-chan Funsenki (oktober 1991–oktober 1992)
- Watashi to Watashi: Futari no Lottie (baserad på Das Doppelte Lottchen, eller Lottie and Lisa, eller The Parent Trap av Erich Kästner) (november 1991–september 1992)
- Tetsujin 28 FX (april 1992–30 mars 1993)
- A Dog Of Flanders (oktober 1992–27 mars 1993)
- Red Baron (april 1994–mars 1995)
- Mahō Kishi Rayearth (2 serier) (oktober 1994–november 1995)
- Man of the Year (Ett pilotavsnitt av en nedlagd serie) (1996)
- Virtua Fighter (TV anime) (9 oktober 1995–juni 1996)
- Kaitō Saint Tail (12 oktober 1995–september 1996)
- Detective Conan (Case Closed) (8 januari 1996–)
- B't X (april–september 1996)
- Wankorobe (oktober 1996–1997)
- Devilman Lady (1998–1999)
- Monster Farm: Enban Ishi no Himitsu (april 1999–25 mars 2000)
- Shūkan Storyland (14 oktober 1999–september 2001)
- Gozonji! Gekko Kamen-kun (17 oktober 1999–26 mars 2000)
- Karakuri Zōshi Ayatsuri Sakon (november 1999–april 2000)

#### 2000-talet
- Monster Farm: Densetsu e no Michi (april–september 2000)
- Tottoko Hamutaro (Hamtaro) (juli 2000–2006)
- Shin Megami Tensei: Devil Children (första serie) (oktober 2000–november 2001)
- Project ARMS (april 2001–mars 2002)
- Patapata Hikōsen no Bōken (med Telecom Animation Film, en division av TMS) (januari–juni 2002)
- Tenshi Na Konamaiki (juni 2002–mars 2003)
- Kyōjin no Hoshi [Tokubetsu Hen]: Mōko Hanagata Mitsuru (oktober 2002; alla avsnitt)
- Sonic X (april 2003–28 mars 2004)
- Takahashi Rumiko Gekijō (juli–september 2003)
- Kyogoku Natsuhiko Kōsetu Hyaku Monogatari (3 oktober 2003–26 december 2003)
- Ningyo no Mori (4 oktober–20 december 2003)
- PoPoLoCrois (2nd Series) (5 oktober 2003–28 mars 2004)
- Aishiteruze Baby (april–oktober 2004)
- Monkey Punch Manga Katsudō Daishashin ("Mankatsu") (juli 2004–juni 2005)
- Gallery Fake (januari–september 2005)
- Buzzer Beater (februari–april 2005)
- Garasu no Kamen (april 2005–2006)
- The Snow Queen (maj 2005–februari 2006)
- D.Gray-man (3 oktober 2006–30 september 2008)
- Shijou Saikyou no Deshi Kenichi (oktober 2006–september 2007)
- Pururun! Shizuku-Chan (oktober 2006–september 2007)
- Bakugan Battle Brawlers (april 2007–mars 2008) (med Japan Vistec)
- Kaze no Shōjo Emily (april–september 2007)
- Pururun! Shizuku-Chan: A-ha! (7 oktober 2007–september 2008)
- Itazura na Kiss (4 april 2008–25 september 2008)
- Telepathy Shōjo Ran (Premiär 21 juni 2008)

#### 2010-talet
- Bakugan: Gundalian Invaders (maj 2010–januari 2011) (med Japan Vistec)
- Hime Chen! Otogi Chikku Idol Lilpri (2010)
- Cardfight!! Vanguard (2011–2014)
- Bakugan: Mechtanium Surge (februari 2011–januari 2012) (med Japan Vistec)
- Sengoku Otome: Momoiro Paradox (2011)
- Lupin the Third: Mine Fujiko to Iu Onna (2012)
- Zetman (2012)
- Kamisama Kiss (2012)
- Bakumatsu Gijinden Roman (2013)
- Yowamushi pedaru (2013)
- The Pilot's Love Song (2014)
- Hero Bank (2014)
- Gugure! Kokkuri-san (2014)
- Hi sCoool! SeHa Girl (2014)
- Kamisama Kiss Season 2 (2015)
- Fruits Basket (2019–2021)
- Dr. Stone (2019)

### Filmer
- Panda Ko-panda (1972)
- Panda Ko-panda: Ame Furi Circus (1973)
- Lupin III
  - Lupin tai Clone Ningen (1978)
  - Cagliostro no Shiro (1979)
  - Babylon no Ōgon no Densetsu (1985)
  - Kutabare! Nostradamus (1995)
  - Dead or Alive (1996)
- Ace o Nerae! (september 1979)
- Ganbare!! Tabuchi-kun (november 1979)
- Ganbare!! Tabuchi-kun: Gekitō Pennant Race (maj 1980)
- Makoto-chan (juli 1980)
- Gabanbare!! Tabuchi-kun: Aa Tsuppari Jinsei (december 1980)
- Jarinko Chie (april 1981)
- Manzai Taikōki (november 1981)
- Ohayo! Spank (mars 1982)
- Space Adventure Cobra (juli 1982)
- Rokushin Gattai God Mars (december 1982)
- (The Professional) Golgo 13 (1983)
- Bug-tte Honey: Megaromu Shojo Mai 4622 (1987)
- Akira (1988)
- Robotan and Onegai! Samia Don (part of an Anpanman double bill) (mars 1989)
- Annual Anpanman movies (1989–)
- Little Nemo (juli 1989; släppt i USA 1992)
- Oji-san Kaizō Kōza (1990)
- Ganba to Kawaun no Bōken (1991)
- Kaiketsu Zorori: "Mahō Tsukai no Deshi" och "Dai Kaizoku no Takara Sagashi" (part of an Anpanman double bill) (1993)
- Annual Detective Conan movies (1997–)

### TV-filmer och specialare
- Bōchan (juni 1980)
- Nijū-yon (24) no Hitomi (oktober 1980)
- Sugata Sanshirō (1981)
- Son Goku: Silk Road o Tobu!! (1982)
- Annual Lupin III TV movies (1989–)
- Soreike! Anpanman
  - Minami no Umi o Sukae (1990)
  - Kieta Jam Oji-san (1993)
  - Keito no Shiro no Christmas (1995)
- Rayearth: Zokan go (1995)

### OVA
- 2001 Nights (1987)
- Ace o Nerae! 2: Stage 1-6 (mars 1988)
- Rokushin Gattai God Mars: Jū Nana (17) Sai no Densetsu (juni 1988)
- Lupin III
  - Fuma Ichizoku no Inbō (december 1988)
  - Ikiteita Majustushi (2002)
- Ace o Nerae!: Final Stage (1989)
- Tengai makyo: Jiraiya Oboro Hen (juli 1990)
- OL (Office Lady) Kaizō Kōza (november 1990)
- Katsugeki Shōjo Tanteidan (december 1990)
- Wizardry (februari 1991)
- Shizuka Narudon (april 1991)
- Ozanari Dungeon (september 1991)
- Soreike! Anpanman
  - Christmas Da! Minna Atsumare! (annual Christmas releases) (1992–)
  - Otanjōbi Series (1995)
- MAPS (1994)
- Rayearth (juli 1997)
- B't X NEO (augusti 1997)
- Glass no Kamen: Sen no Kamen o Motsu Shōjo (1998)
- Aoyama Gōshō Tanhenshū (1999)
- Karakuri no Kimi (2000)
- Shin Kyūseishu Densetsu Hokuto no Ken (2006–)

### Icke-japanska produktioner
TMS har också arbetat med många animerade serier för andra länder.
- Adventures of the Galaxy Rangers
- Adventures of Sonic the Hedgehog (Quest of the Chaos Emeralds 4-Parter gjordes av Telecom Animation Film, avsnittet Super Robotnik och introduktionen av serien gjordes av TMS; övriga avsnitt gjordes av olika animationsstudior)
- An American Tail 3: The Treasure of Manhattan Island
- Animaniacs (bland andra företag)
- Batman: The Animated Series (valda avsnitt)
- Batman Beyond: Return of the Joker (direkt-till-video; TV-serie gjord av Rough Draft Studios)
- Bionic Six
- Bumbibjörnarna
- Cybersix (japansk/kanadensisk produktion av Telecom Animation Film)
- Dennis (i samarbete med andra företag)
- Ducktales (ett par avsnitt har också utförts av Telecom Animation Film)
- Futurama (ibland)
- Galaxy High
- Galaxy Rangers
- Heathcliff and the Catillac Cats
- Kommissarie Gadget (många avsnitt var också producerade av Cuckoo's Nest Studios)
- Mighty Orbots
- Nya äventyr med Nalle Puh
- Peter Pan och piraterna (13 avsnitt; övriga producerades av sydkoreanska animationsstudior.)
- Piff och Puff: Räddningspatrullen
- Pinky och Hjärnan (Pinky and the Brain Christmas)
- Popplarna
- Rainbow Brite
- The Real Ghostbusters
- Reporter Blues (italiensk serie)
- Skogsfamiljerna
- Småfolket
- Soccer Fever (italiensk serie)
- Spindelmannen (1994, Fox-serie, animerad tillsammans med koreanska studior.)
- Superman: The Animated Series
- Sweet Sea
- Sylvester och Pips mysterier (säsong 1)
- 1987 års Teenage Mutant Ninja Turtles (tillsammans med andra företag)
- Tiny Toon Adventures (tillsammans med andra företag)
- The Transformers (1 avsnitt, Call of the Primitives, endast; andra avsnitt av japanska studion Toei och sydkoreanska studion AKOM)
- Visionaries: Knights of the Magical Light
- Wuzzlarna
- Zorro: The Animated Series